# Farol de Colombo
O Farol de Colombo (em espanhol Faro a Colón) é um monumento localizado em Santo Domingo Este, na República Dominicana.
No interior da estrutura encontra-se a tumba com os supostos restos mortais do navegador Cristóvão Colombo (1451-1506).

## Descrição

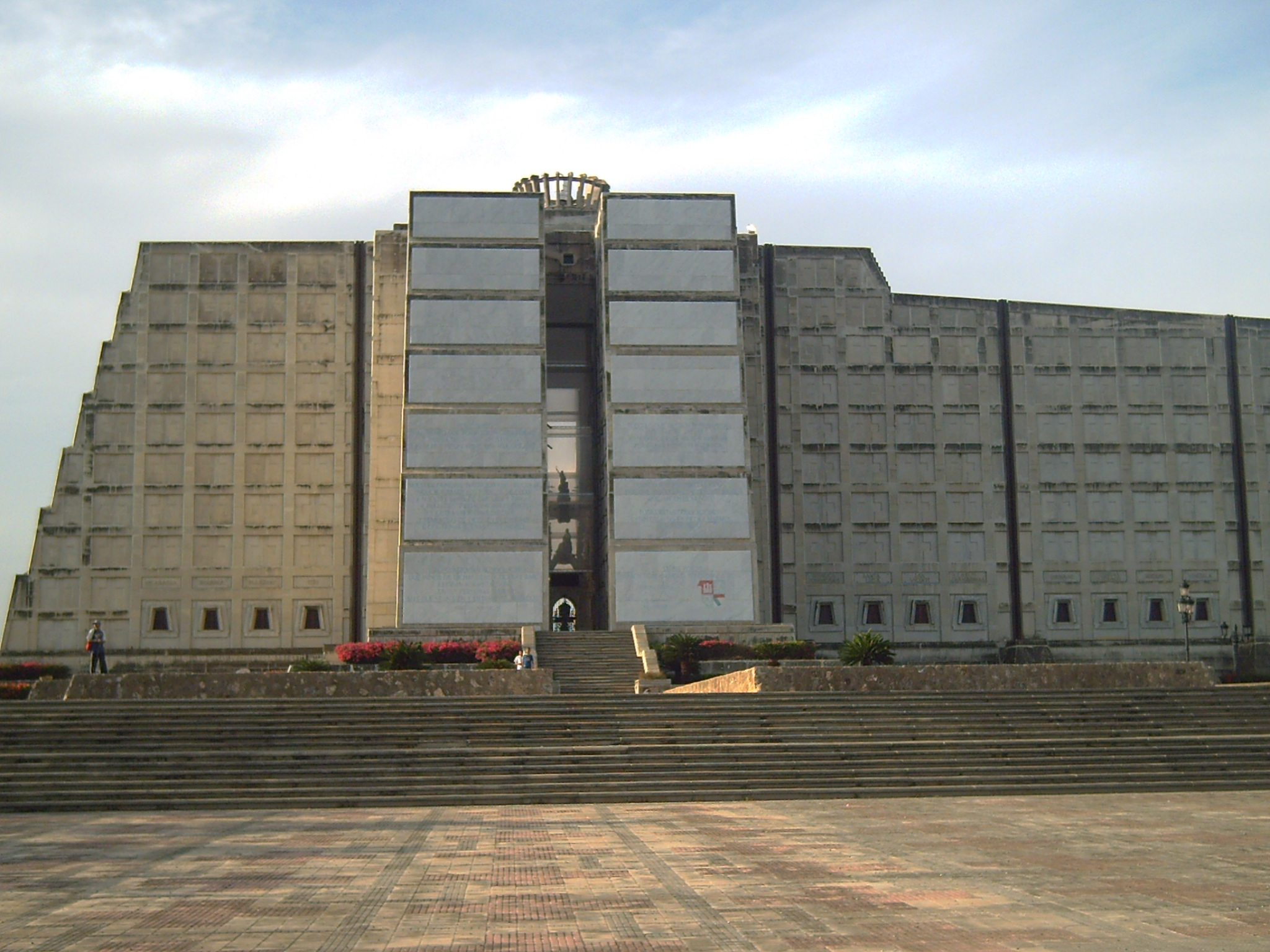
O Farol visto do noroeste

É um monumento em concentro em forma de cruz latina (lembrando a cristianização das Américas) que mede aproximadamente 800 metros de comprimento por 36,5 metros de altura. Dentro do complexo diz-se que os restos mortais do famoso almirante Cristóvão Colombo estão alojados, embora haja controvérsias sobre isto, uma vez que a Espanha comprovou por meio de análises genéticas que pelo menos parte dos restos de Cristóvão Colombo estão na Catedral de Sevilha. As autoridades dominicanas não permitiram que os mesmos testes de DNA fossem feitos aos restos do farol, por isso é impossível saber se os restos mortais de Colombo estão divididos ou se os restos do farol pertenciam a outra pessoa.
Quando o farol está ligado, são acesas 157 luzes que formam uma cruz no céu noturno. Essa luz pode ser vista a aproximadamente 64 quilômetros de distância, mas causa problemas com o fornecimento de eletricidade dos bairros vizinhos, o que faz com que só seja ligada em ocasiões especiais. As luzes são tão poderosas que podem ser vistas da ilha vizinha de Porto Rico.
O monumento é ao mesmo tempo um mausoléu e um museu que exibe objetos, incluindo um barco de Cuba e joias pré-colombianas. Dentro do farol há exposições de diferentes países do mundo. Também dispõe de salas para exposições temporárias e salas de conferências.

## História

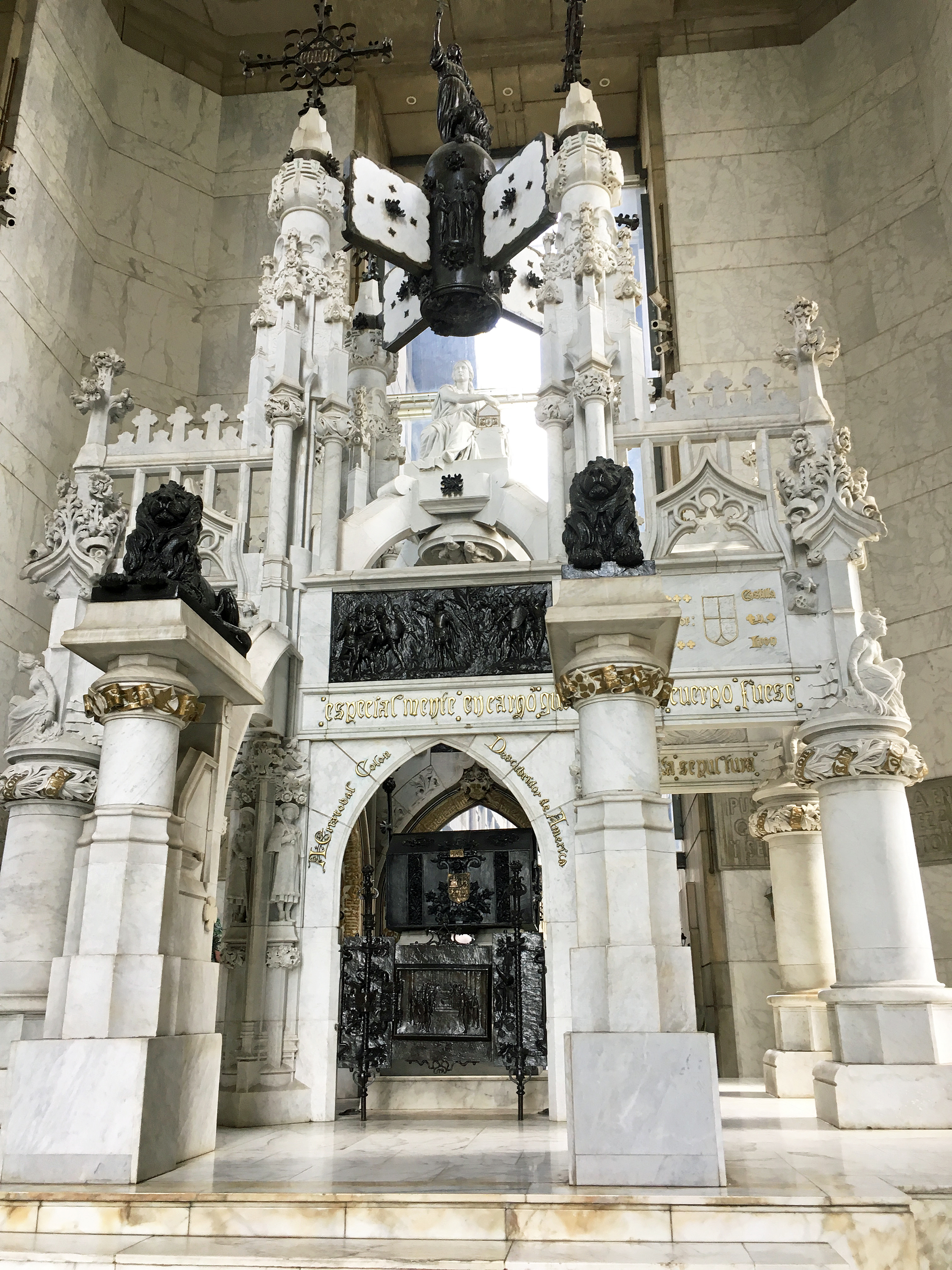
Túmulo de Cristóvão Colombo localizado no Farol de Colombo

Em 1914, William E. Pullman, um empregado americano da alfândega instalado em Santo Domingo, começou a promover a construção de um farol monumental que celebrara o chegada de Cristóvão Colombo à Ilha de São Domingos (Hispaniola), ideia que refletia uma proposta feita no século XIX pelo historiador dominicano Antonio del Monte y Tejada. A ideia torna-se mais universal em 1923, durante a celebração da Quinta Conferência Internacional dos Estados Americanos, no Chile, quando se decretou que este monumento deveria ser construído em cooperação com todos os governos e povos da América. A União Panamericana (UPA), antecessora da OEA, coordenou a realização de um concurso internacional de arquitetura entre 1928 e 1930. Os jurados foram Raymond Hood, Eliel Saarinen, Horacio Acosta y Lara e Frank Lloyd Wright, que tiveram de escolher o ganhador entre 455 propostas.
O desenho vencedor, anunciado em 1931, foi o de um jovem estudante britânico de arquitetura, Joseph Lea Gleave. A reação da imprensa ao anúncio não foi entusiasmada, devido ao desconhecimento acerca do jovem arquiteto. A construção foi muito lenta devido a que a maioria dos países americanos não enviaram os fundos prometidos, sendo que em 1950, apenas oito países haviam contribuído com menos de US$ 15 mil, mas o governo dominicano avançou com o projeto e, em 1948, as fundações do monumento foram inauguradas. Além disso, o isolamento do país da comunidade internacional durante a ditadura de Rafael Trujillo fez com a obra ficasse parada por década.
Finalmente, durante o governo de Joaquín Balaguer, a construção do farol foi retomada em 1986 sob a supervisão do arquiteto dominicano Teófilo Carbonell, financiadas integralmente pela República Dominicana e em tempo para a inauguração em 1992 como parte da celebração pelos 500 anos do Descobrimento da América, e o custo total de construção foi de aproximadamente US$ 70 milhões. Nesse ano a tumba de Cristóvão Colombo, localizada até então na Catedral de Santo Domingo, foi transferida ao monumento.